# Freizeitpark Ruhpolding
Koordinaten: 47° 44′ 26″ N, 12° 37′ 1″ O
Der Freizeitpark Ruhpolding ist ein Freizeitpark in einem Bergwald, wenige Kilometer von Ruhpolding, Bayern entfernt. Er umfasst eine Fläche von 50.000 m². 

## Betreiber
Der Park wird von der Familie Aigner betrieben.

## Attraktionen
Der Freizeitpark verfügt über mehr als 60 unterschiedliche Attraktionen. Dazu gehören unter anderem eine Bergachterbahn mit dem Namen Gipfelstürmer (siehe Bild), eine Drachenbahn oder der Niedrigseilgarten.

### Achterbahnen
| Name          | Typ                    | Hersteller | Eröffnungsdatum |
| ------------- | ---------------------- | ---------- | --------------- |
| Gipfelstürmer | Family Shuttle-Coaster | Gerstlauer | 2011            |

### Weitere Attraktionen (Auswahl)
| Name                          | Typ                 | Hersteller        | Eröffnungsjahr |
| ----------------------------- | ------------------- | ----------------- | -------------- |
| Wasserhüpfer                  | Schlauchbootrutsche | Metallbau Emmeln  | 2017           |
| Wasserwirbel                  | Rundbootrutsche     | Metallbau Emmeln  | 2017           |
| Drachenritt Siegfried         | Berg- und Talbahn   | Zierer            |                |
| Die Diebische Elster          | Familienspiel       | Technical Park    | 2018           |
| Ruhpoldinger Kristallbergwerk | Laufgeschäft        | Cupola            |                |
| Bayerische Bockerleisenbahn   | Rundfahrt           |                   |                |
| Rutschparadies                | Rutschen            | Wiegand           | 1992           |
| Box Autos                     | Autoscooter         |                   |                |
| Märchenwald                   | Märchenwald         | Eigenkonstruktion |                |
| Waldseilgarten                | Niedrigseilgarten   |                   | 2014           |
| Quelle:                       |                     |                   |                |